# Miguel Díaz Vargas
Miguel Díaz Vargas (Bogotá, Colombia, 1886- Bogotá, 1956), fue un pintor colombiano nacido en Bogotá.
Estudió en la Escuela de Bellas Artes de Bogotá, actual Escuela de Artes Plásticas de la Universidad Nacional de Colombia, con Andrés de Santa María. En esta institución sería docente, director de la Escuela y director del Museo de la Escuela de Bellas Artes en varias ocasiones. 
En 1926 viajó becado a España, donde estudió en la Real Academia de San Fernando de Madrid con el pintor costumbrista Antonio Ortiz Echagüe.
En 1928 participó en la Bienal de Barcelona y en 1929 consiguió la medalla de oro en la Exposición Iberoamericana de Sevilla.
En 1934 fue nombrado director de la Escuela de Bellas Artes de Bogotá y en 1944 ganó el primer puesto en el V Salón Nacional de Artistas de Colombia con la obra Estudio en Gris.
En 1956 muere en Bogotá.